# 綠溪 (愛達荷州)
綠溪（英語：Greencreek）是位於美國愛達荷州愛達荷縣的一個非建制地區。該地的面積和人口皆未知。

## 地理
綠溪的座標為46°06′26″N 116°15′52″W / 46.10722°N 116.26444°W，而該地的平均海拔高度為972米（即3189英尺）。